# Saint-Patrick de Montréal

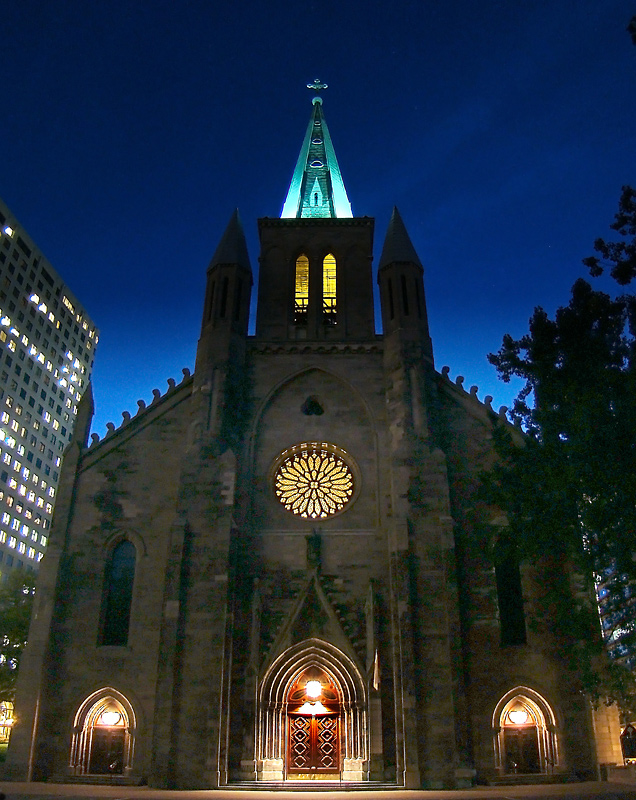
Basilika Saint-Patrick

Saint-Patrick de Montréal ist eine römisch-katholische Basilika in der kanadischen Stadt Montreal. Sie befindet sich an der Kreuzung des Boulevard René-Lévesque und der Rue Saint-Alexandre. Das Gebäude im neugotischen Stil entstand in den Jahren 1843 bis 1847 als Hauptkirche der Einwohner irischer Herkunft. Seit 1990 ist es ein National Historic Site.

## Geschichte
Die englischsprachigen Katholiken (überwiegend Iren) versammelten sich in Montreal ab 1817 in der Wallfahrtskapelle Notre-Dame-de-Bon-Secours. 1825 bezog die wachsende Gemeinschaft die Klosterkirche der franziskanischen Récollets. Doch auch diese erwies sich bald als zu klein, da die Zahl der irischen Einwanderer stark zunahm. 1841 erhielten die Iren die Erlaubnis, eine eigene Kirchengemeinde zu gründen. Diese erwarb am damaligen Stadtrand ein Grundstück. Im September 1843 erfolgte die Grundsteinlegung. Schließlich wurde die nach dem irischen Nationalheiligen Patrick benannte Kirche am 17. März 1847, am Saint Patrick’s Day, eingeweiht. Für den Bau verantwortlich waren zwei frankokanadische Architekten, Pierre-Louis Morin und Félix Martin. Auf Wunsch von Erzbischof Paul Grégoire erhob Papst Johannes Paul II. die Kirche am 17. März 1989 in den Stand einer Basilica minor.

## Bauwerk

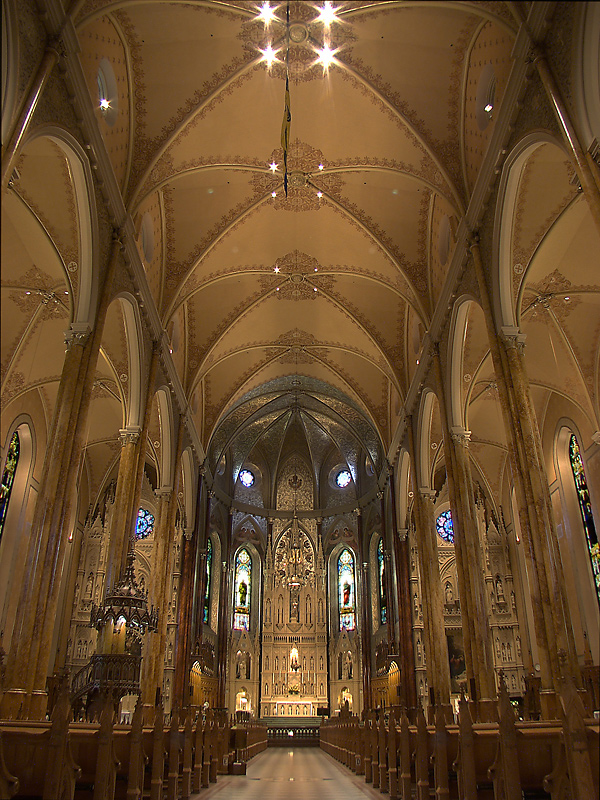
Innenraum

Das neugotische Kirchengebäude besteht aus grauem Kalkstein. Es ist 71 Meter lang und 32 Meter breit, der Kirchturm erreicht eine Höhe von 69 Metern. Der Innenraum, ein Werk von Victor Bourgeau, ist reich mit Motiven verziert, die die französische Fleur-de-lys mit dem irischen Shamrock kombinieren. Jede der 25 Meter hohen Säulen ist aus dem Stamm einer weißen Kiefer geschnitzt und mit Marmor verkleidet. Die drei Altäre wurden im Jahr 1861 eingefügt. Zu den weiteren Verzierungen gehören vier Fensterrosen und 150 Ölgemälde mit Abbildungen von Heiligen.
Ein Kronleuchter erhellt den Altarraum; er wurde 1896 installiert und wiegt 815 kg. Das Kirchengestühl aus rotem Eichenholz stammt aus dem Jahr 1894. Der Sitz Nr. 240 war für den Politiker Thomas D’Arcy McGee reserviert, einem der Väter der Konföderation. Nach dessen Ermordung fand hier 1868 seine Beerdigung statt. Die älteste der zehn Kirchenglocken wurde 1774 gegossen und hing ursprünglich in der Kirche Notre-Dame de Montréal.

## Orgel
Die Orgel geht auf ein Instrument zurück, das 1852 von dem Orgelbauer Samuel Russell Warren erbaut worden war, und das 1895 von den Orgelbauern Casavant Frères Ltée reorganisiert wurde. 1972 wurde die Orgel durch die Orgelbaufirma Orgues Providence neu errichtet, unter Wiederverwendung des vorhandenen Pfeifenmaterials. Das Instrument hat heute 33 Register auf drei Manualwerken und Pedal.
| I Great Organ C–c4 |       |
| Open Diapason      | 8′    |
| Clarabella         | 8′    |
| Stopped Diapason   | 8′    |
| Octave             | 4′    |
| Doppel Flute       | 4′    |
| Twelfth            | 2 ⁄3′ |
| Fifteenth          | 2′    |
| Mixture IV         | 1 ⁄3′ |
| Trumpet            | 8′    |

| II Swell Organ C–c4 |    |
| Gamba               | 8′ |
| Stopped Diapason    | 8′ |
| Voix Celeste        | 8′ |
| Principal           | 4′ |
| Harmonic Flute      | 4′ |
| Blockflute          | 2′ |
| Cornet III          |    |
| Plein Jeu IV        | 2′ |
| Oboe                | 8′ |
| Vox Humana          | 8′ |

| III Choir Organ C–c4 |       |
| Gedeckt              | 8′    |
| Dulciana             | 8′    |
| Chimney Flute        | 4′    |
| Piccolo              | 2′    |
| Larigot              | 1 ⁄3′ |
| Sesquialtera II      | 2 ⁄3′ |
| Cymbel III           | 2⁄3′  |
| Clarinet             | 8′    |

| Pedal C–g1    |     |
| Open Diapason | 16′ |
| Bourdon       | 16′ |
| Principal     | 8′  |
| Stopped Flute | 8′  |
| Choral Bass   | 4′  |
| Trombone      | 16′ |